# Guiyang
Guiyang  (kineski: 贵阳; doslovno: „Južni obronak (planine) Guì”)  je glavni grad kineske provincije Guizhou na jugozapadu Kine. Prema popisu stanovništva iz 2010. godine broj stanovnika bio je 4.324.561, od čega je 3.037.159 živjelo u 7 gradskih četvrti Grad je dom velikog etničkog manjinskog stanovništva, naroda Mjao i Bouyei. 

## Zemljopisne odlike
Guiyang se nalazi u središnjem dijelu provincije, uz obale rijeke Nanming, uz koju je još od pradavnih vremena, išao put prema sjeveroističnim provincijama Chongqing i Sichuan.
Nadmorska visina grada je oko 1.100 metara. Ima površinu od 8.034 četvornih kilometara. Grad s, Guiyang je okružen planinama i šumom.
Guiyang ima vlažnu suptropsku klimom s četiri godišnja doba pod utjecajem monsuna, ublaženom svojim širinom i visokom nadmorskom visinom. Grad ima hladne zime i ljeta umjerenih temperatura, a najveći dio godišnjih 1118 milimetara oborina dolazi od svibnja do srpnja. Mjesečna dnevna prosječna temperatura kreće se od 5,1 °C u siječnju do 23,9 °C u srpnju, dok je godišnja srednja vrijednost 15,35 °C. Kiša je uobičajena tijekom cijele godine, s povremenim pljuskovima zimi. S mjesečnim postotkom sunčeve svjetlosti od 12 % u siječnju do 41 % u kolovozu, grad dobiva samo 1150 sunčanih sati, što ga čini jednim od najmanje sunčanih kineskih gradova. Prosječna mjesečna relativna vlažnost je konstantno iznad 75% tijekom cijele godine, što grad čini jako ugodnim za ljetovanje bez vrućina.

## Povijest
Područje današnjeg grada je bilo naseljeno najkasnije u Razdoblju proljeća i jeseni (722. pr. Kr. - 481. pr. Kr.). Guiyang je bio vojna postaja iz 7. stoljeća pod dinastijama Sui i T'ang, kada je područje oko njega bilo poznato kao Juzhou (州). Tijekom dinastije Yuan, u vrijeme kampanja na jugozapadu (između 1279. i 1283.), postao je glavni grad okolne pokrajine, poznat kao Shunyuan (順 元). Formalno je 1413. godine Guiyang postao glavni grad pokrajine, poznate kao Guizhou. Guiyang je ostao prefekturno sjedište pod dinastijama Mingom i Qing. Guiyang je naglo rastao tijekom razvoja jugozapada koji se dogodio nakon japanske invazije na Kinu tijekom Drugog svjetskog rata. Također je ubrzano rasla od kada je ekonomska reforma Deng Xiaopinga došla do grada 1990-ih.

## Znamenitosti
Srce grada je „veliki križ” prometnog raskrižja oko Dashizija (十字) i Penshuichija (水池 水池, doslovno: „Bazen s fontanom”), u čijem se središtu nalazi velika fontana koja je početkom 2010. popločana za bolji promet.
Tu se nalazi i Jiaxiu toranj (甲秀楼), sagrađen za dinastije Ming 1597. godine, koji se smatra simbolom grada Guiyanga. God. 1621. guverner Zhu Yuyuan obnovio ga je i preimenovao u paviljon Laifeng. Zgradi je vraćeno ime Jiaxiu za dinastije Qing i obnovljena je nekoliko puta. Dana 25. svibnja 2006., Jiaxiu toranj uvršten je u „skupinu od šest nacionalnih ključnih mjesta za zaštitu kulturnih spomenika” Guiyanga.
Ostali spomenici Guiyanga su: Cvjetni potok (花溪区), Drevni grad Qingyan, Hongfeng jezero i Park Qianling.
- Penshuichi trg (水池 水池) u središtu grada
- Krajolik ispred rezervoara Huaxi
- Hongfu hram u parku planine Qianling
- Sjeverni željeznički kolodvor Guizhoua

## Uprava
Cijela općina Guiyang trenutno se sastoji od šest okruga, jednog županijskog grada i tri županije.
| Zemljovid Guiyanga                                                                   | Zemljovid Guiyanga | Zemljovid Guiyanga | Zemljovid Guiyanga | Zemljovid Guiyanga | Zemljovid Guiyanga      | Zemljovid Guiyanga | Zemljovid Guiyanga | Zemljovid Guiyanga | Zemljovid Guiyanga | Zemljovid Guiyanga | Zemljovid Guiyanga | Zemljovid Guiyanga |
| ------------------------------------------------------------------------------------ | ------------------ | ------------------ | ------------------ | ------------------ | ----------------------- | ------------------ | ------------------ | ------------------ | ------------------ | ------------------ | ------------------ | ------------------ |
| Nanming Yunyan Huaxi Wudang (okrug) Guanshanhu Baiyun Kaiyang Xifeng Xiuwen Qingzhen |                    |                    |                    |                    |                         |                    |                    |                    |                    |                    |                    |                    |
| Upravni kodovi                                                                       | Hrvatski           | Kineski            | Pinyin             | Površina (km²)     | Sjedište                | Poštanski broj     | Pod-podjele        | Pod-podjele        | Pod-podjele        | Pod-podjele        | Pod-podjele        | Pod-podjele        |
| Upravni kodovi                                                                       | Hrvatski           | Kineski            | Pinyin             | Površina (km²)     | Sjedište                | Poštanski broj     | Pod-distrikti      | Gradići            | Naselja            | Etnička naselja    | Stambene zajednice | Sela               |
| 520100                                                                               | Guiyang            | 贵阳市             | Guìyáng Shì        | 8034               | Guanshanhu              | 550000             | 49                 | 29                 | 48                 | 18                 | 460                | 1166               |
| 520102                                                                               | Nanming            | 南明区             | Nánmíng Qū         | 209                | Xinhua (新华路街道)     | 550000             | 15                 |                    | 4                  | 1                  | 139                | 29                 |
| 520103                                                                               | Yunyan             | 云岩区             | Yúnyán Qū          | 94                 | Guiwu (贵乌路街道)      | 550000             | 18                 | 1                  |                    |                    | 134                | 19                 |
| 520111                                                                               | Huaxi              | 花溪区             | Huāxī Qū           | 958                | Guizhu (贵筑街道)       | 550000             | 8                  | 2                  | 9                  | 5                  | 42                 | 170                |
| 520112                                                                               | Wudang (okrug)     | 乌当区             | Wūdāng Qū          | 686                | Xintian (新天街道)      | 550000             | 2                  | 3                  | 5                  | 2                  | 19                 | 74                 |
| 520113                                                                               | Baiyun             | 白云区             | Báiyún Qū          | 260                | Dashandong (大山洞街道) | 550000             | 4                  | 3                  | 2                  | 2                  | 31                 | 56                 |
| 520115                                                                               | Guanshanhu         | 观山湖区           | Guānshānhú Qū      | 307                | Jinyang (金阳街道)      | 550000             | 1                  | 2                  | 1                  |                    | 16                 | 33                 |
| 520121                                                                               | Kaiyang            | 开阳县             | Kāiyáng Xiàn       | 2026               | Chengguan, (城关镇)     | 550300             |                    | 6                  | 10                 | 3                  | 13                 | 108                |
| 520122                                                                               | Xifeng             | 息烽县             | Xīfēng Xiàn        | 1037               | Yongjing (永靖镇)       | 551100             |                    | 4                  | 6                  | 1                  | 13                 | 161                |
| 520123                                                                               | Xiuwen             | 修文县             | Xiūwén Xiàn        | 1076               | Longchang (龙场镇)      | 550200             |                    | 4                  | 6                  | 1                  | 12                 | 217                |
| 520181                                                                               | Qingzhen           | 清镇市             | Qīngzhèn Shì       | 1381               | Hongfenghu (红枫湖镇)   | 551400             | 1                  | 4                  | 5                  | 3                  | 41                 | 299                |

## Gospodarstvo
Guiyang je gospodarsko i trgovačko središte provincije Guizhou. God. 2017. BND Guiyanga iznosio je 353,8 milijardi juana, s BND-om po glavi stanovnika od 74.493 juana (10.720 USD); lokalno gospodarstvo raste približnom brzinom od 10% godišnje.
Guiyang ima raznoliko gospodarstvo, tradicionalno centar za proizvodnju aluminija, rudarstvo fosfata i proizvodnju optičkih instrumenata; međutim, nakon reformi, većina gradskog ekonomskog ulaganja je u uslužni sektor. Od 2015. godine grad vodi ciljana ulaganja u informacijske tehnologije i ubrzo se pojavljuje kao lokalno središte za inovacije. Zbog poreznih poticaja i državne potpore, multinacionalne korporacije kao što su Foxconn, Microsoft, Huawei, Hyundai, Tencent, Qualcomm i Alibaba su otvorili svoje urede u Guiyangu.

## Vanjske poveznice
- Guiyang na portalu Encyclopædia Britannica (engl.)
- Službene stranice grada